# Catedral de Mainz
A Catedral de Mainz ou Mogúncia, também chamada Catedral de São Martinho (em alemão: Mainzer Dom ou Der Hohe Dom zu Mainz) está localizada no centro histórico de Mainz (Mogúncia), na Alemanha. É dedicada a São Martinho de Tours.
A catedral é predominantemente românica, mas acréscimos exteriores resultaram em uma construção com vários estilos arquitetônicos, incluindo o gótico, o barroco e os estilos revivalistas do século XIX. Em 2009, o edifício completou 1000 anos desde sua fundação.

## História

### Origens
A antiga Mogoncíaco romana era já sede de bispado e desde o século IV abrigava uma comunidade cristã. O edifício da igreja principal localizava-se próximo à atual catedral, no local da atual Igreja de São João Batista (Johanniskirche). O arcebispo Hatto (891-913) reformou essa igreja, que era já dedicada a São Martinho de Tours, por volta do ano 900. Por um tempo essa antiga catedral abrigou as relíquias de São Bonifácio, que tinha sido bispo de Mogúncia entre 747 e 754. Atualmente as relíquias estão na Catedral de Fulda.
O atual edifício da catedral começou a ser construído após 975, durante o período em que Willigis era arcebispo de Mogúncia (975-1011), e foi inaugurado em 10 de agosto de 1009. O projeto original, que se mantém de maneira geral até hoje, era de uma basílica de três naves separadas por pilares, com duas ábsides com coros, uma no lado oeste e outro no leste. A abside oeste, que era a parte principal da igreja e era utilizada pelo arcebispo e clero, tinha um transepto e uma cúpula sobre o cruzeiro. O lado leste também tinha um transepto e uma fachada flanqueada por torres.

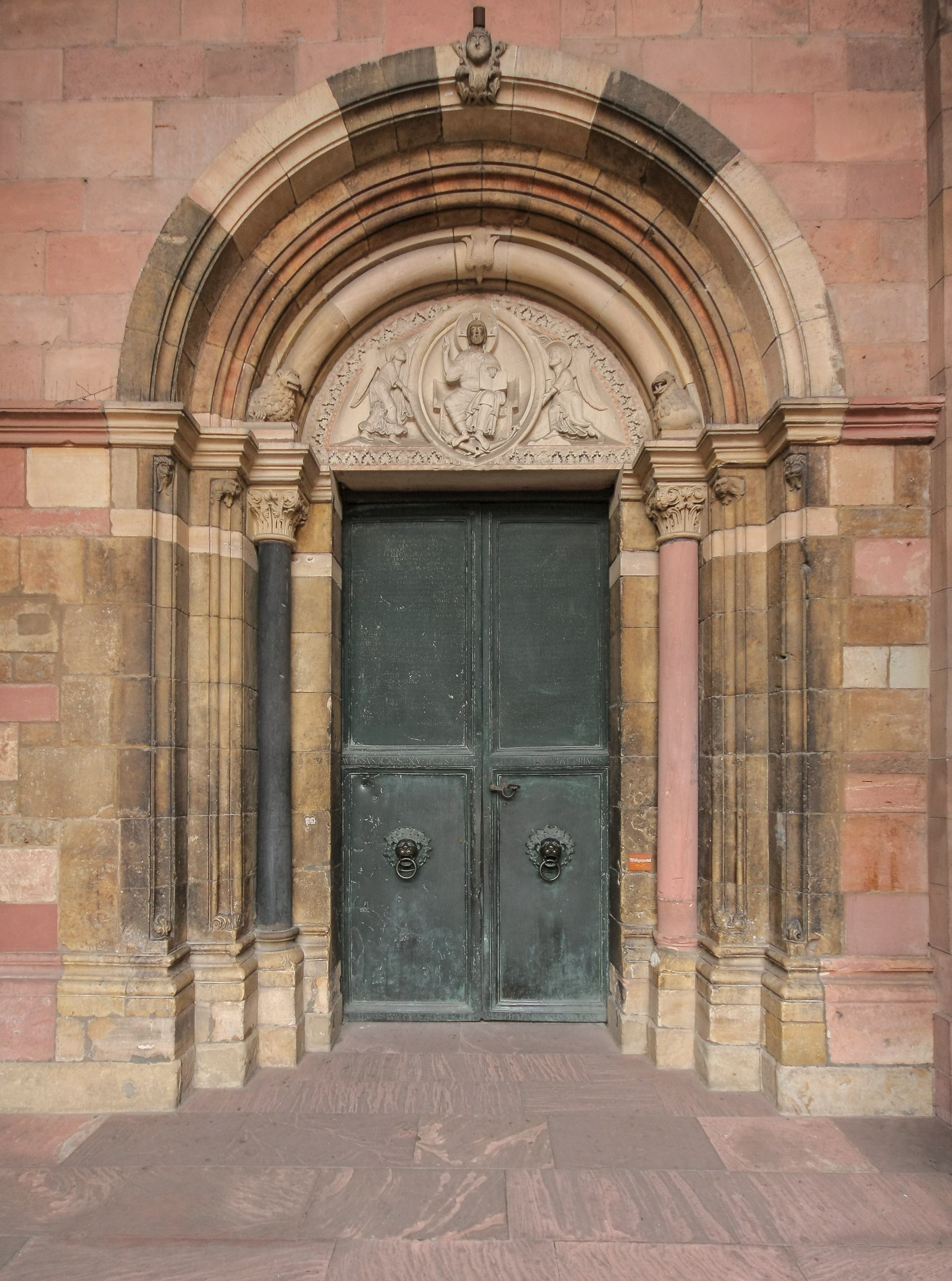
Portal do Mercado (séc. XII) da Catedral. As portas de bronze são da época de Willigis (c. 1000)

Com Willigis, o Arcebispado de Mogúncia tornou-se um dos principais centros religiosos e políticos do Sacro Império Romano-Germânico, e a construção de um edifício monumental foi concebida como forma de reforçar essa ideia. Além do tamanho da catedral, que no momento da inauguração podia abrigar toda a população cristã da cidade, outro aspecto que indicava a ambição do projeto era a posição do altar principal na abside oeste, em lugar da leste, o que imitava a disposição da antiga Basílica de São Pedro de Roma. Também a entrada leste da igreja tinha um átrio com uma igreja separada (mais tarde chamada Igreja de Nossa Senhora ou Liebfrauenkirche), o que era uma referência tanto a São Pedro de Roma como à Capela Palatina de Aquisgrão. Também as portas de bronze da Catedral de Mogúncia estabelecem uma relação com a capela de Carlos Magno.

### Idade Média
O edifício da catedral sofreu um incêndio no dia da sua sagração, em 1009, mas uma reparação foi logo iniciada. Em 1081 foi novamente afetado por um grande incêndio. Com apoio do Imperador Henrique IV, a catedral começou a ser reconstruída a partir de 1100. Até 1125 foi renovado o corpo leste da igreja, com uma grande torre sobre o cruzeiro. Em 1137 foi construída a Capela de São Gotardo (Gotthard-Kapelle) pelo arcebispo Adalberto I, e por essa época começou a reconstrução das três naves. A partir de 1190, com o arcebispo Conrado I, foi erguido o corpo oeste, com transepto e torres, e as naves ganharam suas abóbadas de pedra. Também data dessa época o "Portal do Mercado" (Portal am Markt), que servia como via de entrada triunfal para os arcebispos. Como sala do capítulo foi construída a chamada "Memorie", mais tarde usada como capela funerária. Finalmente, a 4 de julio de 1239, a nova catedral foi consagrada pelo arcebispo Siegfried III. Esse é o edifício românico que, de maneira geral, se mantém até os dias de hoje.
Na época gótica foram realizadas várias alterações na catedral. Entre 1279 e 1319, uma série de capelas foram abertas nas paredes das naves laterais, tanto no lado sul como no norte. Em 1361, a torre do cruzeiro do lado leste foi reconstruída em estilo gótico (suprimida no século XIX por outra neorrômanica), e entre 1390 e 1410 um claustro gótico substituiu o antigo, românico. O arcebispo João II de Nassau construiu, em memória da sua dinastia, a Capela Nassau, de dois andares (o segundo piso foi destruído no século XVII). A "Memorie" ganhou um portal em estilo gótico tardio, decorado com estátuas de santos, no lado sul da igreja. Em 1482 foi a vez da torre do cruzeiro do lado oeste de ser reformulada em estilo gótico, mais tarde modificado. 

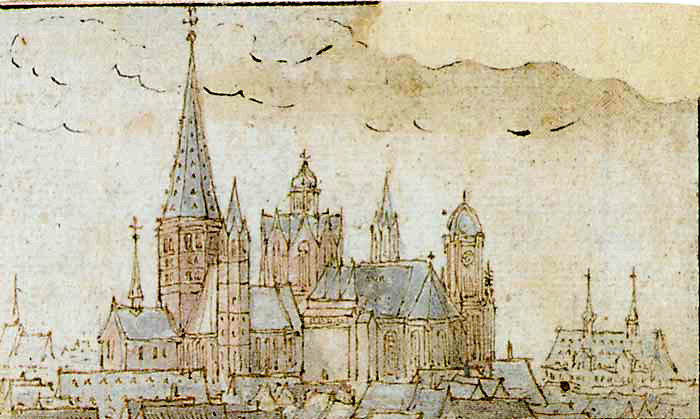
A Catedral em 1632, num desenho de Wenzel Hollar. A grande torre da abside oeste está do lado esquerdo no desenho; no centro se vê a torre leste as as duas torres mais delgadas flanqueantes. Ligada à catedral, no lado direito no desenho, se observa a abside gótica e torre da Igreja de Nossa Senhora (Liebfrauenkirche, já demolida)

### Séculos XVII e XVIII
Em 1683, em plena era barroca, o edifício foi novamente reformulado. No interior foi removido o coro alto gótico da parte oeste da igreja para assim melhorar a visibilidade do altar principal da abside oeste. Também foram criadas tribunas para o órgão e orquestra ao lado do altar principal, e os altares da parte oeste foram todos renovados no novo estilo barroco.
A caída de um raio em 1767 causou um grande incêndio que afetou as torres do lado oeste, o lado norte do transepto e a Capela Gotthard. Franz Ignaz Michael Neumann, filho do célebre arquiteto Balthasar Neumann, foi o encarregado da reconstrução da parte superior da torre do cruzeiro oeste em estilo barroco-rococó, obra que foi terminada em 1774. No interior, Franz Anton Hermann realizou um cadeiral em estilo rococó para o coro oeste. Em 1793, durante o cerco a Mogúncia na guerra da Primeira Coligação, no contexto da Revolução Francesa, a parte leste da igreja foi atingida por fogo da artilharia, causando um incêndio nas torres daquele lado do edifício e no telhado da nave.

### Restauros historicistas
Entre 1803 e 1814, Mogúncia foi governada por um prefeito francês, Jeanbon de Saint-André, que chegou a considerar a demolição da catedral. A decoração interna do edifício foi retirada ou destruída, com algumas exceções como o cadeiral rococó de madeira, que foi recuperado após ter sido vendido. Por outro lado, parte da decoração interior da Igreja de Nossa Senhora, que se localizava em frente à catedral e tinha sido destruída, foi transferida à catedral, incluídas as portas de bronze da época de Willigis (c. 1000), uma pia batismal de 1328 e um grupo escultório da Deposição no Túmulo de 1495.

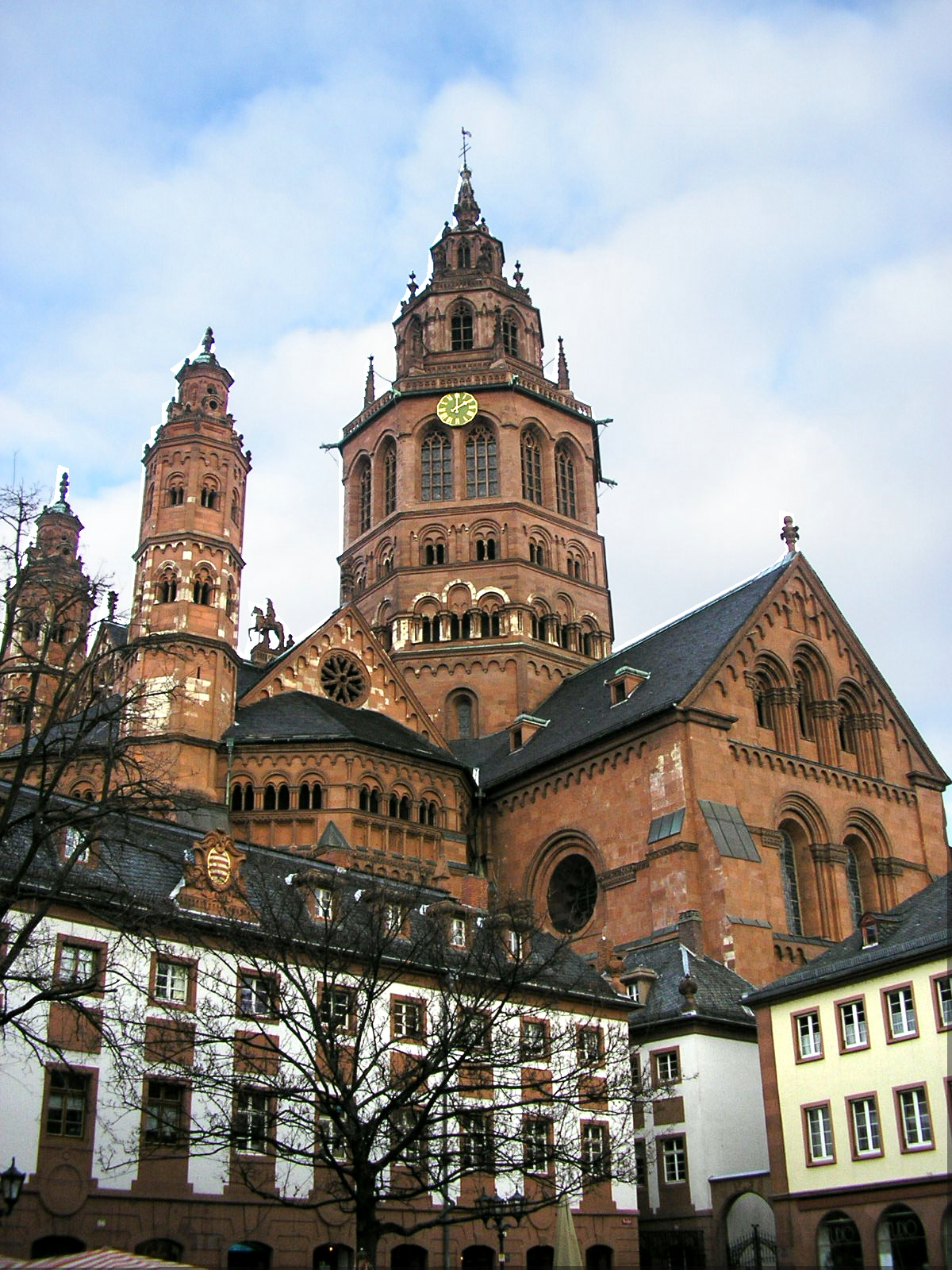
A Catedral vista do lado sudeste. Destaca-se a torre oeste do cruzeiro, com piso superior barroco (1774).

O Arcebispado de Mogúncia, que havia sido eliminado pelos franceses em 1798, foi reestabelecido como bispado em 1802. José Luis Colmar, o primeiro bispo desse novo período, conseguiu em 1803 que o edifício voltasse a ser a catedral da cidade, após ter sido usado pelos franceses como depósito militar. Colmar consagrou a catedral novamente a 15 de agosto de 1804.
No contexto dos trabalhos de restauro da catedral, em 1828 o arquiteto Georg Moller reformou a torre gótica do lado leste, adicionando uma cúpula de estrutura de ferro em forma oval.
No século XIX, o bispado de Mogúncia esteve marcado pela ação do bispo Wilhelm Emmanuel von Ketteler (1850-1879), um dos renovadores do catolicismo alemão, com importante atividade nos campos político, social e religioso. Durante sua administração a catedral passou por uma grande reforma. 
No interior, as superfícies da igreja foram pintadas com afrescos a partir de 1859. Devido ao risco de derrocada, decidiu-se em 1870 modificar a cúpula do lado leste construída 40 anos antes por Moller. Até 1879, o arquiteto Peter Cuypers deu à cúpula octogonal o estilo neorromânico que tem até hoje. Também a estrutura interior do coro leste foi modificada, e a parte superior das torres do lado leste ganharam um estilo igual ao da cúpula. Em 1878 foi terminada a pintura dos afrescos no interior do templo, dos quais restam hoje cenas da Vida de Cristo do pintor Philipp Veit.

### Século XX
Entre 1909 e 1928 os fundamentos do edifício foram reforçados com concreto (betão). Em 1925 foi criado o Museu Catedralício e Diocesano (Dom- und Diözesanmuseum) na antiga sala do capítulo e claustro.
Durante a Segunda Guerra Mundial, o bombardeio aéreo de 11 e 12 de agosto de 1942 causou um incêndio no claustro e nos telhados da nave. Em 8 e 9 de setembro de 1944, outro ataque destruiu partes do claustro e das capelas laterais da nave. Também a Capela de São Gotardo foi muito afetada. As tarefas de reconstrução foram terminadas em 1975, quando o edifício ganhou uma capa de pintura protetora, em tons avermelhados, que a caracteriza. Nessa data foi consagrada uma nova cruz de bronze do altar principal.

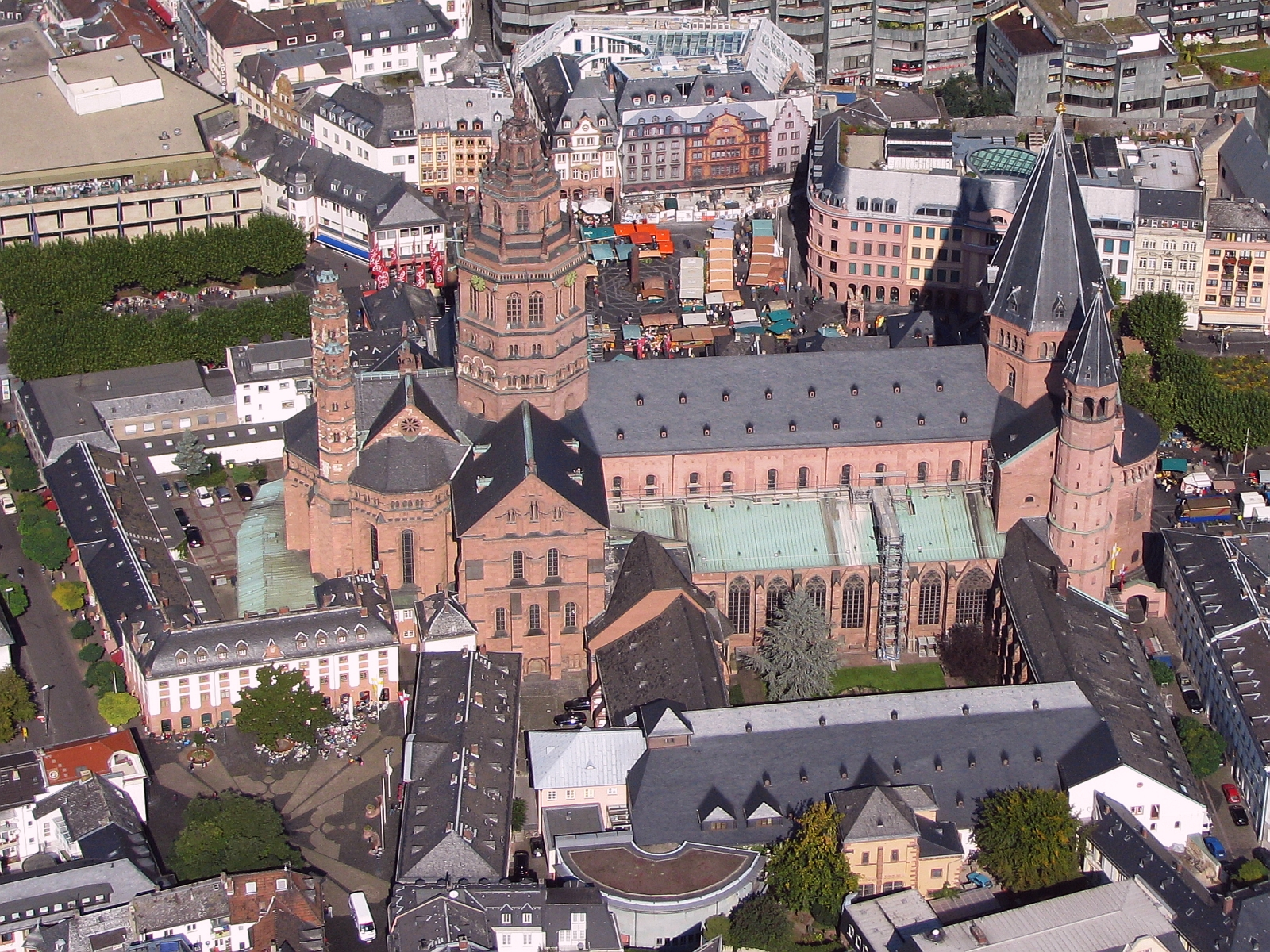
Catedral de Mogúncia, vista aérea do sul. Do lado oeste (esquerda) e leste (direita) se observam as torres sobre os cruzeiros dos transeptos, as absides, e as torres flanqueantes. Em primeiro plano, a sul do edifício, se observa o claustro gótico, enquanto que do lado norte localiza-se a praça do mercado (Marktplatz)

## Coroações
A Catedral de Mogúncia foi um lugar central para os reis e imperadores do Sacro Império Romano Germânico. Em particular, o edifício teve uma relação especial com a Dinastia saliana, que produziu quatro reis entre 1024 e 1125. O arcebispo Aribo coroou na catedral o primeiro rei da dinastia, Conrado II, em 1024. Quando a catedral foi reinaugurada após um restauro, em 1036, estiveram ali Conrado, já imperador, e seu filho Henrique III.
Em 1044, foi coroada ali Inês da Aquitânia, esposa de Henrique III. Rodolfo da Suábia, anti-rei do Império, foi também coroado na catedral.
Após o incêndio de 1081, o imperador Henrique IV promoveu a reconstrução do edifício, usando como modelo a Catedral de Espira (Speyer). Foi coroada ali, a 25 de julho de 1110, Matilde de Inglaterra, noiva de Henrique V. Os noivos se casaram na catedral no dia 5 de janeiro de 1114.
O grande imperador Frederico II da Germânia, da dinastia dos Hohenstaufen, foi coroado na catedral em 1212 pelo arcebispo Sigisfredo II de Eppstein. 
Também a catedral foi o lugar escolhido para a realização de várias cortes (Reichtage) do Sacro Império, a última das quais ocorreu em 1517.